# ヒドロキシジン
ヒドロキシジン（Hydroxyzine）は構造中にジフェニルメタンとピペラジンを含む第一世代抗ヒスタミン薬の一つである。1953年に初めて発見され、1956年に発売された。商品名アタラックスまたはアタラックス-P。日本で承認を取得したのは、1957年（昭和32年）6月である。
中枢神経抑制効果があり、強い抗不安作用と弱い強迫性障害抑制効果を持つので、向精神薬として、主に神経症における不安・緊張・抑うつの軽減補助に用いられる。抗ヒスタミン作用があるので瘙痒感、痛覚過敏、乗り物酔いによる嘔気にも使われる。鎮静、催眠、抗不安効果を持つが、治療域内の用量では薬物乱用や薬物依存症の危険はないとされる。オピオイド離脱症候群の低減にも使用される。またオピオイドの鎮痛効果の増強と、オピオイドの副作用である瘙痒感、嘔気、嘔吐の軽減に用いられる。
剤形は錠剤、注射剤、カプセル剤、シロップ剤、散剤があり、錠剤および注射剤が塩酸塩、その他がパモ酸塩である。後発医薬品ではパモ酸塩が錠剤化されている。
ヒドロキシジンの類薬としてシクリジン、バクリジン、メクリジンがあり、効能・効果、用法、禁忌、警告、副作用等が似通っている。第二世代のセチリジンはヒドロキシジンのヒトでの代謝産物の一つである。

## 効能・効果
日本で承認されている効能・効果は、
- 蕁麻疹、皮膚疾患に伴う瘙痒（湿疹・皮膚炎、皮膚瘙痒症）―（錠、注、カプセル、シロップ、散）
- 神経症における不安・緊張・抑うつ―（錠、カプセル、シロップ、散）
- 麻酔前投薬―（注）
- 術前・術後の悪心・嘔吐の防止―（注）

である。
ヒドロキシジンは抗ヒスタミン薬、抗精神病薬、抗不安薬に分類され、また精神安定剤としても用いられる。特に歯科や産科で汎用される。オピオイドの代謝と体内からの除去を抑制する作用がある。全般性不安障害やより重篤な神経症による器質性疾患の正常化に使用される。全般性不安障害に対してはベンゾジアゼピン系薬剤であるブロマゼパムと同等の作用を持つ。ヒドロキシジンは慢性蕁麻疹、アトピー性皮膚炎、接触皮膚炎、ヒスタミン誘発性瘙痒症などのアレルギー症状の治療にも使われる。近年ならびに過去の研究では、肝臓、血液、神経系、泌尿器への副作用はないことが確認されている。
ヒドロキシジンの鎮静作用を期待しての前投薬はアトロピンなどのトロパンアルカロイドには無効であるが、全身麻酔後のメペリジンやバルビツール酸系薬剤の作用を増強するので、患者毎の状況に応じて麻酔前補助療法に使用することができる。
その他にも、ヒドロキシジンは非バルビツール酸系鎮静剤として術前の鎮静、神経症などの神経学的症状の治療、不安・緊張の緩和に使われている。
ベンゾジアゼピンおよびスコポラミンに対して拮抗作用も相乗効果もないことから、歯科、産科、その他手術・外科処置、急性疼痛において第一選択薬として、併用薬として、必要に応じてその後の処置にも用いられる。

### 前臨床研究
ヒドロキシジンはラットの学習性無力感実験での脱出失敗を減少させる。

## 禁忌
下記の患者には禁忌である。
- ヒドロキシジン、製剤成分、セチリジン、ピペラジン誘導体、アミノフィリン、エチレンジアミンに対する過敏症の既往がある患者
- ポルフィリン症の患者
- 妊婦または妊娠している可能性のある女性

ラット、マウス、ウサギの妊娠初期にヒドロキシジンを大量（ヒトでの治療域を超えた量）に経口または筋肉内投与すると、胎児の異常が観察される:2。ヒトに通常量を使用した場合の研究は実施されておらず、影響は確認されていない:2。動脈内に投与すると、末梢の壊死を起こすおそれがある（重要な基本的注意）。またアメリカ合衆国では、静脈内投与が溶血を惹起するとして禁忌にしている。
抑うつ性を持つ薬剤や中枢神経作用を持つ薬剤と併用する際は、本当に必要な場合のみ、最小限の量に留めるべきである:2。
ヒドロキシジンの長期投与により遅発性ジスキネジアが発現する可能性があるとの研究がある。投与開始後7.5か月ごろより、持続的な首振り、唇を舐める行動、他のアテトーゼ様運動などの事象が報告され始める。高齢の患者でフェノチアジン系薬剤またはそれ以前の神経系用薬剤の使用がヒドロキシジン投与の長期化とジスキネジア発現に関与していると思われる症例があり、フェノチアジン系薬剤の投与歴のある患者ではヒドロキシジンの長期投与は禁忌とされた。

## 副作用
重大な副作用として添付文書に記載されているものは、ショック、アナフィラキシー様症状、肝機能障害、黄疸、（注射薬のみ）注射部位の壊死・皮膚潰瘍である。
経口投与製剤の添付文書には、1%以上に見られる副作用として眠気、倦怠感が、1%未満に見られる副作用として眩暈、口渇、食欲不振、胃部不快感、嘔気・嘔吐、発疹が、さらに頻度不明な副作用として不安、不随意運動、振戦、痙攣、頭痛、幻覚、興奮、錯乱、不眠、傾眠、便秘、血圧降下、紅斑、多形滲出性紅斑、浮腫性紅斑、紅皮症、瘙痒、蕁麻疹、霧視、尿閉、発熱が記載されている。
注射剤の添付文書には、1%以上に見られる副作用として眠気、口渇が、1%未満に見られる副作用として不安、眩暈、嘔気・嘔吐、血圧降下、頻脈、注射部位疼痛が、頻度不明な副作用として倦怠感、不随意運動、振戦、痙攣、頭痛、幻覚、興奮、錯乱、不眠、傾眠、食欲不振、胃部不快感、便秘、発疹、紅斑、多形滲出性紅斑、浮腫性紅斑、紅皮症、瘙痒、蕁麻疹、注射部位の腫脹、硬結、静脈炎、しびれ、知覚異常、筋萎縮、筋拘縮が記載されている。
英語版の添付文書には耳鳴なども記載されている。抗ムスカリン作用が弱いので消化器系症状の重篤性は低いとされる。
眠気を催すことがあるので、自動車の運転など危険を伴う機械類の操作には従事しないこと:2。
幻覚や錯乱などの中枢神経系症状は稀であり、過量投与時に見られる:3他、神経心理学的異常の治療に用いられた場合に見られることが多い。幻覚や催眠の副作用はヒドロキシジン単剤の臨床試験では報告されていないが、網様体刺激作用による鎮静効果の一部として説明される。これらの副作用は、リチウム塩やエタノールなどの中枢神経用薬が中枢神経系を抑制することによる副次的影響とも説明される.:794-796。
ヒドロキシジンがヒトの記憶力（記銘力と記憶量）に与える影響についてテストが実施され、ベンゾジアゼピンが記憶量を低下させることと比べると、「比較的安全」であるとされた。ロラゼパムが記憶量に悪影響を及ぼすのに対して、ヒドロキシジンは記憶に関する副作用が見られなかった:1。記憶力についてロラゼパムと比較した臨床試験では、ヒドロキシジンを投与された患者は傾眠などの鎮静効果を感じたが、同時に記憶力テストに対して自分はできるという感覚、注意深いという感覚、成し遂げられるという感覚を持ったと話した:3。一方で、ロラゼパムを投与された患者はテストを継続できないと感じ、冷静さを失っていると感じた。10人の内8人がバランス感覚が可怪しく、単純な体動を制御できないと報告した:3。
抗ヒスタミン薬感受性で他の中枢神経抑制薬を併用している患者では明晰夢や悪夢を伴う/または伴わない傾眠が見られることがある。ヒドロキシジンは抗不安薬活性と鎮静薬活性を有するので多くの精神病患者に適用できる。他に、ヒドロキシジンは睡眠導入剤として作用して入眠潜時を短縮し、睡眠継続時間を延長する（さらに日中の眠気も見られる）ことを示した研究がある。この作用は女性に多く見られた。
より重篤な副作用が発現する可能性があるので、高齢者に使用できない医薬品の一覧に収載されている。

## 代謝および薬物動態
ヒドロキシジンは経口投与、筋肉内投与、静脈内投与で使用される。経口投与された場合、消化管から速やかに吸収される。投与30分以内に効果が現れる。
薬物動態学的には、経口投与、筋肉内投与された後速やかに吸収されて全身に分布し、効果は投与後1時間以内に発現し、半減期は成人の場合20時間前後である:12:13。血中より皮膚に高濃度に分布する。肝臓で代謝され、主要代謝産物は末端のアルコールがアルコールデヒドロゲナーゼで酸化されてカルボン酸となったセチリジン（45%）である。セチリジンは鎮静効果がより弱いものの、同等の抗ヒスタミン効果を有し、人工透析で除去できない。他の代謝産物としてN-脱アルキル体、O-脱アルキル体があり、血中半減期は59時間である。両代謝物は主にCYP3A4およびCYP3A5による。排泄経路は胆汁中へ75%、尿中へ25%である（ラット）:18。
高齢者（65歳以上）の場合、経口投与では血中半減期は29.3時間に延長し、AUCは約2.2倍になる:14。注射薬についてはデータがない:14が、同様であると思われる。また肝機能障害を有する患者に投与すると、血中半減期が延長する:13:13。
他の鎮静薬と同様に、大量投与により過鎮静や錯乱を起こすおそれがあるので、如何なる剤形であれ、多量に使用する場合は医師の監視下で投与すべきである:3。

## 作用機序
ヒドロキシジンの主な作用機序として、ヒスタミンH1受容体逆作動薬（Ki = 2nM）であることが挙げられる。他の第一世代抗ヒスタミン薬とは異なり、ムスカリン性アセチルコリン受容体への親和性は非常に低い（Ki > 10,000nM）ので、抗コリン性の副作用発現傾向は低い。抗ヒスタミン作用に加えて、5-HT2A（Ki = 約50nM）、D2（Ki = 378 nM）、α1（Ki = 約300nM）受容体拮抗薬としても作用する。ヒドロキシジンの抗セロトニン作用は抗不安薬としての有用性の基礎となっていると思われる。抗セロトニン作用を持たない他の抗ヒスタミン薬は抗不安効果を持たない。

## その他
- エリザベス・ワーツェル（英語版）の回顧録『Prozac Nation』の中に、思春期前にアタラックスをオーバードースして、自殺を試みたとの記述がある[36]。本作は『私は「うつ依存症」の女』として映画化されている。
- 映画ラブ & ドラッグの中に、Vistarilの広告が表示される場面がある。

## 関連資料

### 印刷物
- Hutcheon, D. E.; D.L. Morris, A. Scriabine (December 1956). “Cardiovascular action of hydroxyzine (Atarax)”. J Pharmacol Exp Ther. 118 (4):  451–460. PMID 13385806.